# Qatana
Qatana (tiếng Ả Rập: قطنا) là một thành phố ở miền nam Syria, thuộc khu vực hành chính của quận Qatana thuộc tỉnh Rif Dimashq. Qatana có độ cao 879 mét. Theo Cục Thống kê Trung ương Syria, thành phố có dân số 33.996 trong cuộc điều tra dân số năm 2004. Đây là trung tâm hành chính của Phân khu Qatana, bao gồm 20 địa phương với dân số tập thể là 147.451 trong năm 2004. Trước cuộc nội chiến Syria, trong thời gian xảy ra các cuộc đối đầu vũ trang ở Qatana, thành phố có dân số Hồi giáo Sunni (65%), Kitô hữu (20%) và Alawites (15%). Alawites là những người đến gần đây, những người di cư đến thành phố trong những năm 1970. Vào tháng 12 năm 2012, đã có báo cáo rằng 28 trạm kiểm soát của chính phủ kiểm soát thành trì chế độ đa sắc tộc này. Vào ngày 15 tháng 10 năm 2013, đã có pháo kích phát ra từ trạm kiểm soát Turba và khu vực trường học Baath.

## Khí hậu
Qatana có khí hậu bán khô lạnh (phân loại khí hậu Köppen: BSk). Lượng mưa vào mùa đông cao hơn vào mùa hè. Nhiệt độ trung bình hàng năm ở Qatana là 16,1 °C (61,0 °F). Khoảng 296 mm (11,65 in)     lượng mưa giảm hàng năm. 
| Dữ liệu khí hậu của {{{location}}} | Dữ liệu khí hậu của {{{location}}} | Dữ liệu khí hậu của {{{location}}} | Dữ liệu khí hậu của {{{location}}} | Dữ liệu khí hậu của {{{location}}} | Dữ liệu khí hậu của {{{location}}} | Dữ liệu khí hậu của {{{location}}} | Dữ liệu khí hậu của {{{location}}} | Dữ liệu khí hậu của {{{location}}} | Dữ liệu khí hậu của {{{location}}} | Dữ liệu khí hậu của {{{location}}} | Dữ liệu khí hậu của {{{location}}} | Dữ liệu khí hậu của {{{location}}} | Dữ liệu khí hậu của {{{location}}} |
| Tháng                              | 1                                  | 2                                  | 3                                  | 4                                  | 5                                  | 6                                  | 7                                  | 8                                  | 9                                  | 10                                 | 11                                 | 12                                 | Năm                                |
| ---------------------------------- | ---------------------------------- | ---------------------------------- | ---------------------------------- | ---------------------------------- | ---------------------------------- | ---------------------------------- | ---------------------------------- | ---------------------------------- | ---------------------------------- | ---------------------------------- | ---------------------------------- | ---------------------------------- | ---------------------------------- |
| [ cần dẫn nguồn ]                  |                                    |                                    |                                    |                                    |                                    |                                    |                                    |                                    |                                    |                                    |                                    |                                    |                                    |